# Jaderná elektrárna Blahutovice
Jaderná elektrárna Blahutovice (zkratkami EBL nebo EBLA) byla třetí zvažovanou československou jadernou elektrárnou na území později vzniklé České republiky a nacházet se měla v katastru obce Blahutovice. Disponovat měla dvěma, později čtyřmi reaktory VVER. Plány byly zastaveny po roce 1989.  

## Historie a technické informace

### Počátky
Elektrárna Blahutovice byla plánována ještě za socialistického Československa jako jedna z hlavních staveb energetického systému Československa a bývalé RVHP. Měla být budována částečně současně s jadernou elektrárnou Tetov a Kecerovce. Volba lokality u Ostravy souvisí s optimální možností využití odpadního tepla pro dálkové vytápění. Tepelný výkon, který by elektrárna pro vytápění dodala, by byl 2600 MW. 
Měla obsahovat dva, později čtyři bloky typu VVER-1000/320, každý s hrubým elektrickým výkonem 1000 MW a tepelným výkonem 3000 MW. Spuštění bylo plánováno na rok 2003, šest let po plánovaném dokončení Jaderné elektrárny Temelín.

### V roce 1989
V roce 1989 byla zakázka upravena a plán stavby jaderné elektrárny Tetov byl zastaven. Navíc jaderná elektrárna Kecerovce, jejíž stavba se plánovala na východě Slovenska, měla vyšší prioritu než jaderná elektrárna Blahutovice. Důvodem je investiční záměr obou závodů. Zatímco plán pro Kecerovce byl již plně schválen, Blahutovice byly pouze návrhem. Po rozpadu Československa zadala Česká republika v roce 1993 dovybavení jaderné elektrárny Temelín firmě Westinghouse. Lokalita byla po převratu ještě několikrát zmíněna jako možná lokalita pro výstavbu jaderné elektrárny po roce 2000, ale nikdy nedošlo k žádnému postupu. Přestože investice z české strany byly kapitálově velmi náročné, areál Temelín, jehož první blok byl uveden do provozu v roce 2000, vykazoval pozitivní ekonomický vývoj v regionu.
V 90. letech byl projekt (podobně jako projekt elektrárny Tetov a Kecerovce) zastaven na dobu neurčitou.

### Podrobnosti o poloze
V lokalitě Blahutovice byly od roku 1983 prováděny seismické studie. V roce 1986 byla na lokalitě vytvořena síť pro záznam mikrozemětřesení, která se však pro seismickou analýzu ukázala jako nedostatečná, protože geologie lokality a okolí byla složitější, než se předpokládalo. Na podzim roku 1986 zaregistrovala síť zemětřesení, která měla epicentrum v Jeseníkách. Jak se ukázalo, toto zemětřesení vzniklo z Klepáčovského zlomu u města Šumperk. Zemětřesení v této oblasti kolem Opavy nebyla neobvyklá, dříve se však mělo za to, že za to může síť menších zlomů v regionu. Jinde byla v oblasti zaznamenána v letech 1984 až 1987 další slabá zemětřesení. V oblasti byla v historii doložena silná zemětřesení. Nejsilnější se odehrála v říjnu 1883 u města Šternberk, které je asi 50 kilometrů západně-severozápadně od lokality. K dalšímu zemětřesení, jehož účinky byly zdokumentovány, došlo ve stejném epicentru v roce 1843.

## Informace o reaktorech
| Reaktor       | Typ reaktoru  | Výkon  | Výkon   | Zahájení stavby | Připojení k síti | Uvedení do provozu | Uzavření |
| Reaktor       | Typ reaktoru  | Čistý  | Hrubý   | Zahájení stavby | Připojení k síti | Uvedení do provozu | Uzavření |
| ------------- | ------------- | ------ | ------- | --------------- | ---------------- | ------------------ | -------- |
| Blahutovice-1 | VVER-1000/320 | 950 MW | 1000 MW | 1997            |                  | březen 2003        |          |
| Blahutovice-2 | VVER-1000/320 | 950 MW | 1000 MW | 1998            |                  | září 2004          |          |
| Blahutovice-3 | VVER-1000/320 | 950 MW | 1000 MW | 2001            |                  | prosinec 2005      |          |
| Blahutovice-4 | VVER-1000/320 | 950 MW | 1000 MW | 2002            |                  | prosinec 2006      |          |